# Беркут (журнал)
«Беркут» — украинский научный орнитологический журнал. Журнал издается с 1992 года. Выходит дважды в год.
Посвящён исследованиям орнитофауны и отдельных видов птиц, а также исследованиям общебиологических явлений, которые исследуются на примере птиц: миграция птиц, репродуктивная биология, биогеография, охрана природы, ономастика и тому подобное.
В журнале публикуются статьи, краткие сообщения, заметки, отдельные наблюдения, рецензии, информация. Рабочие языки — украинский, русский, английский, немецкий. Все публикации сопровождаются резюме на английском языке, информация в таблицах и подписи к иллюстрациям дублируются. Опубликованные материалы посвящены птицам Евразии, а также Антарктики и Африки.
Журнал включен в Thomson Scientific Master Journal List (Филадельфийский список), РИНЦ (Российский индекс научного цитирования). По оценке библиометрического рейтинга Национальной библиотеки Украины им. В. И. Вернадского занимает 23 место среди 82-хизданий. Индекс Хирша h=11.
По оценке Академии Google, пятью наиболее цитируемыми работами журнала (по состоянию на февраль 2015 г.) являются:
- «Заметки о редких и малоизученных птицах лесостепной части Сумской области» (автор — Н. П. Кныш), Беркут, 2001, Том 10 (1), С. 1-19, 17 цитирований
- «Динамика численности белого аиста в Украине в 1994—2003 гг.» (автор — В. Н. Грищенко), Беркут, 2004, Том 13 (1), С. 38-61, 14 цитирований
- «Нотатки про деяких рідкісних птахів з території Чорнобильської зони відчуження» (автор — С. П. Гащак), Беркут 2002, Том 11 (2), С. 141—147, 14 цитирований
- «Некоторые последствия использования пестицидов для степных птиц Восточной Европы» (автор — В. П. Белик), Беркут 1997, Том 6 (1-2), С. 70-82, 14 цитирований
- «Современная зимняя орнитофауна восточной Черкасщины» (авторы — М. Н. Гаврилюк, В. Н. Грищенко), Беркут, 2001, Том 10 (2), С. 184—195, 13 цитирований.

Журнал имеет два приложения:
- Серия «Библиотека журнала „Беркут“»
- Приложение «Авифауна Украины».

Ответственный редактор — Грищенко Виталий Николаевич